# Шингур Дмитро Васильович
Дмитро́ Васи́льович Шингур (нар. 21 липня 1981, смт Новопсков, Луганська область, Українська РСР, СРСР — пом. 24 червня 2014, поблизу с. Новоселівка, Слов'янський район, Донецька область, Україна) — український військовий льотчик, миротворець, майор (посмертно) Збройних сил України, штурман вертолітної ланки 16-ї окремої бригади армійської авіації. Загинув в ході російсько-української війни.

## Життєпис
Народився 1981 року у Новопскові на Луганщині, в родині військового льотчика. Зростав разом зі старшим на 7 років братом Сергієм. Родина часто переїжджала, 1991 року, коли полк батька вивели з Угорщини, Шингури опинилася у Вапнярці на Вінниччині, де прожили 12 років. У Вапнярці Дмитро закінчив школу, а коли батько вийшов на пенсію — переїхали на Запоріжжя, у село Кінські Роздори Пологівського району. В дитинстві брати мріяли бути пожежними та десантниками, однак у старших класах остаточно визначилися з майбутньою професією військових льотчиків. У 2006 році Дмитро закінчив Харківське льотне училище (однокурсник Сергія Тітаренка) та розпочав службу в авіаційній бригаді у місті Броди, в одній ескадрильї зі старшим братом Сергієм Шингуром.
Брав участь у миротворчій місії ООН в Ліберії у складі українського миротворчого контингенту, пройшов кілька ротацій.
Капітан, штурман вертолітної ланки вертолітної ескадрильї 16-ї окремої бригади армійської авіації 8-го армійського корпусу Сухопутних військ Збройних сил України, в/ч А2595, м. Броди.
У зв'язку з російською збройною агресією проти України з весни 2014 у складі екіпажу вертольоту виконував завдання із доставлення вантажів та особового складу в зоні проведення антитерористичної операції. Вивозив поранених із зони бойових дій, перевозив на борту лікарів, медикаменти, харчі та зброю, постійно брав участь у порятунку колег-військових та цивільного населення.

### Обставини загибелі
24 червня екіпаж вертольоту Мі-8МТ («63-й жовтий»), під командуванням підполковника Андрія Бєлкіна, доправив вантаж в район Слов'янська і забрав групу фахівців Служби безпеки України, які встановлювали телекомунікаційне обладнання в зоні проведення АТО. Після зльоту з гори Карачун близько 17:10 вертоліт був збитий російськими терористами з переносного зенітно-ракетного комплексу. Внаслідок влучення ракети вертоліт вибухнув і впав поблизу села Новоселівка (на той час — Красноармійське) Слов'янського району, почалася пожежа з детонуванням боєкомплекту. Всі 9 чоловік, які були на борту, загинули: командир екіпажу підполковник Андрій Бєлкін, борттехнік майор Руслан Мазунов, штурман капітан Дмитро Шингур; четверо співробітників СБУ — підполковник Володимир Шкіра, майор Ігор Горбенко, старший лейтенант Олександр Петрищук, старший прапорщик Марк Шпак та двоє спецпризначенців 3-го Кіровоградського полку старші солдати Олексій Волохов і Олександр Кондаков.
О 17:07 було зроблено доповідь керівництву АТО про зліт, а о 17:10 вже надійшла доповідь про падіння вертольота. За свідченнями очевидців, озброєна група терористів чекала на зліт вертольота. Бойовики пересувалася на двох легкових автівках та мікроавтобусі. Після пуску ракети з ПЗРК, вони втекли у напрямку найближчого населеного пункту Билбасівка, що поблизу Слов'янська.
Упізнання проводилось за експертизою ДНК. 4 липня тіла льотчиків доставили літаком на аеродромі в Конюшкові, після чого з ними попрощались у Бродах, в клубі військової частини.
Похований у селі Кінські Роздори Пологівського району Запорізької області, де живуть батьки. Посмертно присвоєне військове звання майора.
Залишились батьки Василь Іванович та Олександра Дмитрівна, брат Сергій — учасник АТО, дружина та двоє дітей: син Дмитро 2007 р.н., і донька Діана 2011 р.н.

## Нагороди
- Орден Богдана Хмельницького III ст. — за особисту мужність і героїзм, виявлені у захисті державного суверенітету та територіальної цілісності України (19.07.2014, посмертно)[9]
- Медаль «15 років Збройним Силам України»
- Медаль «За сумлінну службу» III ст.
- Пам'ятний нагрудний знак «Воїн-миротворець»
- Медаль ООН
- Медаль ООН

## Вшанування пам'яті
У травні 2015 в авіаційній військовій частини у Бродах відкрито меморіал військовим льотчикам, які загинули в районі Слов'янська 2 травня та 24 червня 2014 року. Військовослужбовці бригади відкрили 8 стел Алеї Слави, вкритих парашутами, з іменами та портретами полеглих товаришів.
24 червня 2015 біля гори Карачун на місці падіння збитого терористами гелікоптеру Мі-8МТ встановили пам'ятний знак дев'ятьом загиблим захисникам.
У серпні 2017 на місці загибелі екіпажу гелікоптеру Мі-8МТ встановили пам'ятний хрест з іменами бродівських льотчиків.
В с. Кінські Роздори на Запоріжжі на будівлі сільської ради встановлено меморіальну дошку на честь Дмитра Шингура.